# دولت ایچی-کای-سو

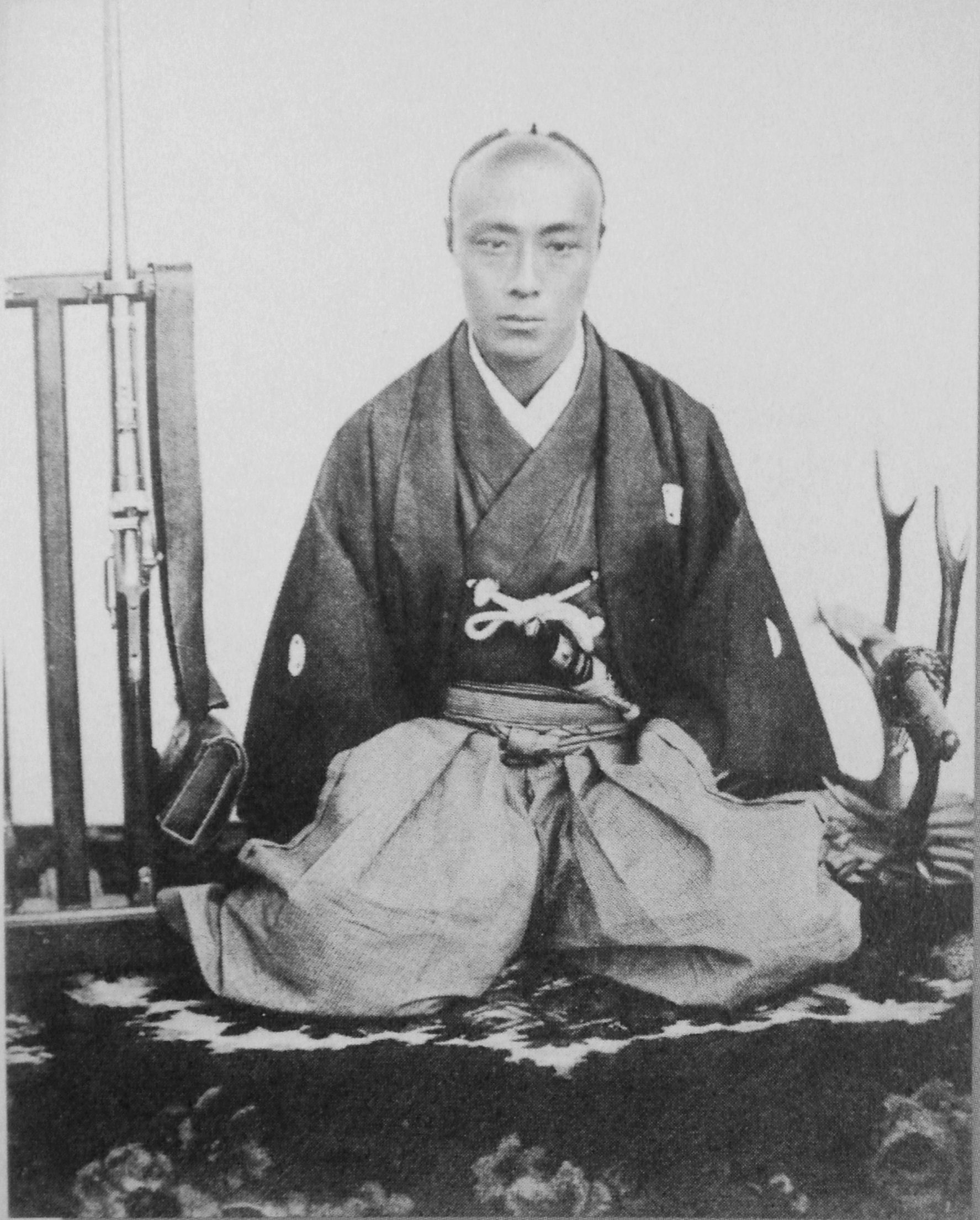
توکوگاوا یوشینوبو به عنوان فرمانده کل گارد امپراتوری

دولت ایچی-کای-سو یا قدرت ایچی-کای-سو (به ژاپنی: 一会桑政権 いちかいそうせいけん)، در کیوتو، مرکز فعالیت سیاسی در پایان دوره ادو، این سیستم از سه شخصیت تشکیل شده بود: توکوگاوا یوشینوبو فرمانده کل گارد امپراتوری و رئیس خاندان هیتوتسوباشی توکوگاوا)، ماتسودایرا کاتاموری (کیوتو شوگوشوکو حافظ کیوتو و ارباب قلمرو آیزو) و ماتسودایرا ساداآکی (کیوتو شوشیدای و ارباب قلمرو کووانا). این همچنین سیستم ایچی-ای-کووا یا قدرت ایچی-ای-کووا نامیده می‌شود.

## پیشینه
این سیستم در مخالفت با جناح رادیکال سوننو جوئی و قلمرو چوشو تشکیل شد. پس از کودتای بونکیو، جناح سوننو جودی رو به زوال رفت و شورای ارباب‌های بانفوذ که بر اساس ایده اتحاد دربار امپراتوری و شوگون‌سالاری تشکیل شده بود، فروپاشید (۱۸۶۴ (گنجی ۱)). پس از آن، اتحاد ساتسوما-چوشو (ژانویه ۱۸۶۶ (سال دوم کیئو (دوره)) تشکیل شد.
اصطلاح «ایچی-یه کووا» برای اشاره به سه حزب نیز در همان دوره استفاده می‌شد و به صورت هاشی-ای- کووا نیز نوشته می‌شد. در تاریخ پژوهش، اولین کسی که از این اصطلاح به عنوان یک اصطلاح تاریخی استفاده کرد، ایسائو اینوئه، استاد تاریخ پایان دوره ادو در دانشگاه گاکوشوئین بود. یوشیکی ایچیکا، دانشیار دانشگاه اقتصاد اوساکا، استدلال می‌کند که وضعیت سیاسی در پایان دوره ادو را نمی‌توان صرفاً با درگیری سنتی بین ساتسوما و چوشو و شوگون‌سالاری توضیح داد و از یک مفهوم تاریخی به نام «دولت ایچی-ای-کووا» حمایت می‌کند. اگرچه این مفهوم اغلب در دیدگاه سنتی تاریخ محور ساتسوما-چوشو نادیده گرفته می‌شود، اما او نقشی را که این سه نفر در پایان دوره ادو ایفا کردند، دوباره ارزیابی می‌کند.

## تا زمان تأسیس
در اواخر دوره ادو، جنبش سونو جوی شتاب گرفت و امپراتور و دربار امپراتوری به سرعت اقتدار سیاسی خود را افزایش دادند. کیوتو، دور از ادو، جایی که شوگون‌سالاری مستقر بود، به مرکز فعالیت سیاسی تبدیل شد. به ویژه، پس از ترور ایی نائوسوکه، مشاور ارشد شوگون‌سالاری در سال ۱۸۶۰ (مان‌ان ۱) (حادثه ساکورادامون)، قلمروهای قدرتمندی مانند ساتسوما، چوشو و توسا شروع به جستجوی راه‌هایی برای پیشرفت به دنیای سیاسی مرکزی کردند و در نتیجه، جناح سونو جوی، از جمله فعالان مردمی، شروع به تجمع دسته‌جمعی در کیوتو کردند. شوگون‌سالاری که قادر به سرکوب رادیکال‌های روشی تنها با قدرت سنتی کیوتو شوشیدای نبود، در اوت ۱۸۶۲ ماتسودایرا کاتاموری را به سمت تازه تأسیس کیوتو شوگوشوکو منصوب کرد (بونکیو ۲).
پس از ورود کاتاموری به کیوتو، جنبش سوننو-جوئی شدیدتر و شدیدتر شد، ترورها و تهدیدهای سامورایی‌های رادیکال سوننو-جوی رواج یافت و حتی در دربار امپراتوری، اشراف رادیکال سوننو-جوئی بر شوراهای امپراتوری تأثیر گذاشتند و کاملاً خواسته‌های امپراتور کومی را نادیده گرفتند و با صدور انبوهی از فرمان‌های امپراتوری، خواستار نقض پیمان توسط شوگون‌سالاری و اخراج بربرها شدند. علاوه بر این، در اوت ۱۸۶۳ (بونکیو ۳)، سفری به یاماتو برای تدارک سفر شخصی امپراتور برای اخراج بربرها برنامه‌ریزی شد. خاندان چوشو، جایی که رادیکال‌ها کنترل قدرت را در دست گرفته بودند، نیز با این گروه‌ها ارتباط برقرار کرد و نفوذ سیاسی خود را در کیوتو تقویت کرد. در پاسخ، خاندان‌های آیزو و قلمرو ساتسوما، طبق خواسته امپراتور، توطئه کردند تا خاندان چوشو و اشراف سوننو-جوئی مانند سانجو سانه‌تومی را با زور از کیوتو اخراج کنند (کودتای بونکیو).
پس از کودتا، دربار امپراتوری توسط نیجو نارییوکی، که به عنوان کانپاکو (نایب‌السلطنه) منصوب شد، و شاهزاده ناکاگاوا رهبری می‌شد. علاوه بر این، بین اکتبر و دسامبر، شیمازو هیسامیتسو (پدر ارباب ساتسوما)، ماتسودایرا شونگاکو (ارباب سابق فوکوی)، داته مونه‌ناری (ارباب سابق اوواجیما)، هیتوتسوباشی یوشینوبو و یامائوچی تویوشیگه (ارباب سابق توسا) که از اتحاد دربار امپراتوری و شوگون‌سالاری حمایت می‌کردند، به کیوتو رفتند و به همراه ماتسودایرا کاتاموری به عنوان مشاوران دربار امپراتوری منصوب شدند و مشارکت حوزه‌های قدرتمند در سیاست‌های ملی تحت نظر دربار امپراتوری را درک کردند. شورای مشاوران بر مجازات قلمرو چوشو و تعطیلی بندر یوکوهاما تمرکز داشت. با این حال، به دلیل اختلاف در نیات قلمرو ساتسوما، که سعی در به دست گرفتن ابتکار عمل داشت، و شوگون‌سالاری و هیتوتسوباشی یوشینوبو، بر سر تعطیلی بندر یوکوهاما درگیری ایجاد شد. در فوریه ۱۸۶۴ (اولین سال دوران گنجی)، یامائوچی تویوشیگه به قلمرو خود بازگشت و در ماه مارس، تمام اعضای باقی مانده استعفای خود را ارائه دادند که منجر به فروپاشی شورا شد.
در ماه مارس، هیتوتسوباشی یوشینوبو از سمت خود به عنوان سرپرست شوگون استعفا داد و به سمت‌های تازه تأسیس فرمانده کل گارد امپراتوری و فرمانده دفاع از دریای ستو منصوب شد. ماتسودایرا کاتاموری، که زمانی از سمت خود به عنوان شوگوشوکو کیوتو بازنشسته شده بود، نیز به کار خود بازگشت و ماتسودایرا ساداآکی، برادر کوچکتر کاتاموری و ارباب قلمرو کووانا، به عنوان شوشیدای کیوتو منصوب شد. این امر چارچوب اساسی برای «دولت ایچی-ای-کوواگاتا» را ایجاد کرد و این سه نفر که پس از شورش دروازه‌های ممنوعه  اتحاد خود را تقویت کرده بودند، با دربار امپراتور کومی، نیجو نارییوکی و شاهزاده ناکاگاوا برای رهبری سیاست کیوتو همکاری کردند تا زمانی که یوشینوبو سمت آخرین شوگون را به دست گرفت.

## ماهیت دولت ایچی-آی-کووا و زوال آن
دولت ایچی-آی-کووا فاصله مشخصی را از باکوفو ادو حفظ کرد، در حالی که در کیوتو نقشی را ایفا می‌کرد که نماینده نیروهای باکوفو بود. در حالی که با رده‌های بالای دربار امپراتوری ارتباط نزدیکی داشت، ویژگی اصلی آن حذف هرچه بیشتر مشارکت حوزه‌های مختلف فئودالی در سیاست ملی، انحصار دربار امپراتوری و ایجاد یک موقعیت پیشرو در سیاست ملی بود.
هیتوتسوباشی یوشینوبو (کی‌کی) با به دست گرفتن ریاست گارد امپراتوری از قیمومیت شوگون به دربار امپراتوری نزدیک شد، اما رابطه او با باکوفو مرکزی تیره شد. خاندان آیزو که هم در باکوفو مرکزی و هم در دربار امپراتوری شهرت خوبی داشت، خود را واسطه بین دربار امپراتوری و باکوفو می‌دانست و از نظر امور نظامی نیز هسته اصلی «ایچی-آی-کووا» بود. تلاش‌های مداوم خاندان آیزو برای جلوگیری از مشارکت حوزه‌های قدرتمند جنوب غربی در سیاست ملی، تضاد آن را با حوزه‌های قدرتمند، به ویژه قلمرو ساتسوما، که دلیل اصلی طرد آن از دولت میجی پس از احیای حکومت امپراتوری و جنگ بوشین بود، عمیق‌تر کرد.
در آوریل ۱۸۶۵ (اولین سال دوران کیئو)، دربار امپراتوری این اصل را وضع کرد که تمام مشورت‌های مربوط به خانواده سامورایی باید با مشورت «ایچی-ای-کووا» انجام شود. در ماه اکتبر، با همکاری سه حزب، آنها مجوز امپراتوری را برای «پیمان پنج ملت آنسی» دیرینه به دست آوردند. آنها همچنین موفق شدند رفقای خود، اوگاساوارا ناگامیچی و ایتاکورا کاتسوشیگه، را به «روجو» (مشاوران ارشد) شوگون‌سالاری بفرستند و این نشان دهنده اوج قدرت آنها بود.
دولت ایچی-ای-کووا دو اردوکشی‌های چوشو را رهبری کرد، اما در اوت ۱۸۶۶ (دومین سال دوران کیئو)، یوشینوبو بدون توجه به خواسته‌های خاندان‌های آیزو و کووانا، سفر دوم را لغو کرد و با بهره‌گیری از جانشینی خود در خاندان اصلی توکوگاوا، بر اهمیت کنفرانس اربابان فئودال تأکید کرد و اهمیت این اردوکشی را بی‌اهمیت جلوه داد. در واکنش به خیانت هیتوتسوباشی یوشینوبو (کی‌کی)، نیجو در ماه سپتامبر به‌طور موقت بازدید از دربار امپراتوری را به حالت تعلیق درآورد و در ماه اکتبر، ماتسودایرا کاتاموری درخواست استعفا از سمت خود به عنوان شوگوشوکو کیوتو (حافظ کیوتو) را داد و این امر را آشکار کرد که دولت ایچی-ای-کووا اساساً فروپاشیده است.
پایان حکومت ایچی کووا، فعالیت‌های درباریان ضد شوگونی و فئودال‌هایی مانند ایواکورا تومومی که تحت این سیستم سرکوب شده بودند را تقویت کرد و تغییرات عمده‌ای در اوضاع سیاسی داخلی در آستانه اصلاحات میجی ایجاد کرد.